# Benito Carbone
Benito Carbone (ur. 14 sierpnia 1971 w Bagnara Calabra) – były włoski piłkarz, występujący podczas kariery na pozycji napastnika.

## Kariera klubowa
Karierę piłkarską Benito Carbone rozpoczął w Torino FC w 1988 roku. Z Torino spadł do Serie B w 1989 roku, by po roku powrócić do Serie A. W 1990 roku przeszedł do drugoligowej Regginy. Kolejne dwa sezony również spędził w Serie B w Casertanie i Ascoli. W 1993 roku powrócił do Torino FC. W latach 1994–1995 występował w SSC Napoli, z którego trafił do Interu Mediolan.
W Interze zadebiutował 30 sierpnia 1995 w wygranym 1-0 meczu z Venezią w Pucharze Włoch. Ostatni raz w barwach czarno-niebieskich wystąpił 24 września 1996 w zremisowanym 1-1 meczu z EA Guingamp. W Interze rozegrał 43 spotkania (32 w lidze, 4 w Pucharze UEFA i 7 w Pucharze Włoch) i strzelił 4 bramki (3 w lidze i 1 w Pucharze Włoch).
W październiku 1996 przeszedł do angielskiego Sheffield Wednesday. Gra w klubie z Sheffield to najlepszy okres w karierze Carbone. W Wednesday rozegrał 96 spotkań i strzelił 25 bramek. W październiku 1999 przeszedł do Aston Villi. W Aston Villi rozegrał 24 mecze i strzelił 4 bramki.
W 2000 roku przeszedł do Bradford City, z którym spadł z Premier League w 2001 roku. Do Premier League powrócił w październiku 2001, gdy został wypożyczony do Derby County. W tym samym sezonie został po raz drugi wypożyczony do Middlesbrough F.C. W 2002 powrócił do Włoch do beniaminka Serie A – Como.
Po spadku Como z ligi Carbone przeszedł do Parmy, która była jego ostatnim klubem w Serie A. W następnych dwóch sezonach występował w drugoligowych Catanzaro i Vicenzy. W latach 2006–2007 występował w australijskim Sydney FC.
Karierę zakończył w czwartoligowej Pavii, z którą awansował do Serie C1 w 2010 roku.

## Kariera reprezentacyjna
Benito Carbone występował w młodzieżowych reprezentacjach Włoch. W 1994 roku z reprezentacją U-21 zdobył Mistrzostwo Europy. Nigdy nie wystąpił w dorosłej reprezentacji Włoch.